# Carlos Furtado de Simas
Carlos Furtado de Simas (Salvador, 1913 — Salvador, 1978) foi um político brasileiro. Foi ministro das Comunicações no governo Costa e Silva, de 15 de março de 1967 a 31 de agosto de 1969, permanecendo no cargo com a posse da junta militar de 1969, até 30 de outubro de 1969. Foi um dos signatários do Ato Institucional Número Cinco.